# رنگ کاهشی

ترکیب رنگهای کاهشی

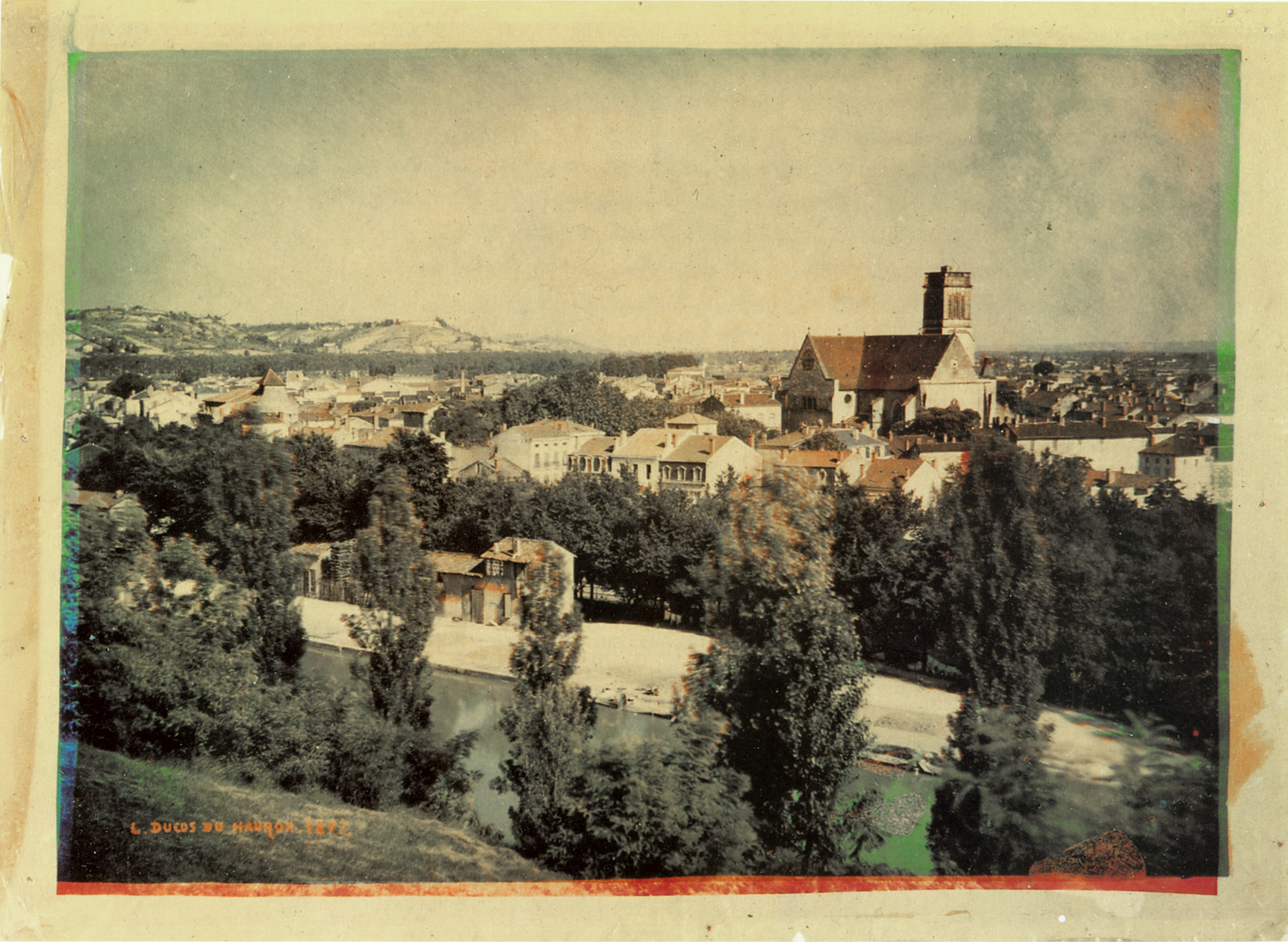
عکس رنگی توسط Louis دوکس du Hauronیک فرانسوی پیشگام عکاسی رنگی. ترکیب زرد و فیروزه ای و قرمز کاهشی (قرمز) عناصر تصویر در امتداد لبه‌های تصویر به وضوح دیده می‌شوند.

مدل رنگ کاهشی ترکیب مجموعه ای محدود از رنگهای جوهربا رنگ رنگدانه یا رنگ برای ایجاد یک طیف وسیع تری از رنگ‌ها را توضیح می‌دهد.